# ديو كاندا
ديو كاندا (من مواليد 11 أغسطس 1989) هو لاعب كرة قدم يلعب للنادي التنزاني سيمبا .

## روابط خارجية
- ديو كاندا على موقع الاتحاد الدولي (مؤرشف)  (الإنجليزية)
- ديو كاندا على موقع قاعدة بيانات كرة القدم.إي يو (الإنجليزية)
- ديو كاندا على موقع ناشيونال فوتبول تيمز (الإنجليزية)
- ديو كاندا على موقع Soccerway.com (الإنجليزية)
- ديو كاندا على موقع عالم كرة القدم.نت (الإنجليزية)
- Deo A Mukok Kanda في موقع كرة القدم العالمية.نت
- ديو كاندا في Footballdatabase